# Liliane Csuka
Liliane Csuka, von 1955 bis 1983 verheiratete Liliane Levy (* 5. Januar 1935 in Zürich) ist eine Schweizer Künstlerin und Kunstförderin.

## Leben und Werk
Sie absolvierte von 1951 bis 1954 in Zürich die Handelsschule und von 1972 bis 1974 die F+F Schule für experimentelle Gestaltung. Von 1980 bis 1985 war sie ausserdem im Vorstand der F+F Schule tätig.
Noch während der Ausbildung an der F+F begann sie eine internationale künstlerische Karriere, etwa mit Teilnahmen an Ausstellungen im Kunsthaus Zürich (1976, 1978) oder an der Biennale in Venedig (1976). Sie realisierte zahlreiche Installationen in Ausstellungsräumen, im Aussenraum und als Land Art. Ebenfalls zentral sind in ihrem Werk grössere Skulpturen und kleinere Objekte, die sie allesamt selbst produzierte, oft mit experimentellen Verfahren, etwa der Mischung von Schaumgummi und Beton, von Tonal (einer Tonmasse) und Fundgegenständen oder mit Recycling-Material wie Zeitungen oder Kunststoff. Eine wichtige Werkgruppe bilden dabei die «erotischen Objekte» (1974–1992), in denen über das männliche Geschlechtsteil der Machismo in der Gesellschaft thematisiert wird.
Wandbilder sind bei Csuka oft nicht flach, sondern führen die skulpturale Arbeit fort. Diese Bildobjekte realisiert sie teilweise mit Fundgegenständen und seit der Reihe Symphonie internationale (1986/87) auch mit Papierschnüren, d. h. mit Zeitschriftentext beklebten Schnüren, die sie auf eine Fläche klebt und so ein vielschichtiges Text-Bild schafft. Im Fall der Symphonie internationale in Schallplattenform, in weiteren Arbeiten in ganz unterschiedlichen Formen.
Schon in den 1970er Jahren realisierte sie auch grossflächige Zeichnungen, anfangs der 1980er malte sie mit ungemischten Farbpigmenten, später arbeitete sie mit ausgeschnittenen Fotokopien, realisierte Fotografien und Videos und zeigte Performances.
Csuka war von 1974 bis 1980 und von 2004 bis 2011 Mitglied der Ateliergemeinschaft Spinnerei Wettingen, die in der Schweiz verschiedene Ausstellungen zeigte. Von 1981 bis 2013 war Csuka auch «Teilgeberin» des Künstlervereins Hasena von Peter Trachsel, der in Zürich und ab 1987 in Dalvazza/Küblis domiziliert war.
Von 1955 bis 1983 war sie mit Henry Levy verheiratet, sie hatten zwei Kinder (Simone, Ivan). Sie lebten seit 1957 in Herrliberg, von 1977 bis 1982 im Brissenden House in Bethersden/Kent (Grossbritannien), wo sie auch Aufenthaltsstipendien für Künstlern anboten. Nach Reisen lebte Csuka von 1989 bis 2004 nahe der Omaha Beach in Sainte-Honorine-des-Pertes bei Port-en-Bessin-Huppain in Frankreich. Seit 2004 wohnt sie wieder in Zürich.

## Ausstellungen (Auswahl)

### Einzelausstellungen
- Klaus Mettler / Liliane Levy, Mattengalerie Bern, 1975
- Liliane Levy, Spinnerei Wettingen, 1976
- Liliane Levy - Shadows II, Galerie Ursula Wiedenkeller, Zürich, 1980
- Galerie Brissenden House, Bethersden/Kent, Grossbritannien, 1981
- Financial Times, Redaktionsgebäude, London, 1981
- F+F Schule Zürich, 1981
- Liliane Csuka – 640 Tage in Kent / Erotische Skulpturen, Galerie a16, 1982
- Liliane Csuka: Die Strasse ohne Ende, ausstellungsraum der hasena, Zürich, 1983
- Galerie Michèle Zeller, Bern, 1984
- ein griff in die intimsphaere, im Rahmen von Hasena, Zürich, 1985
- Galerie sec 52, Zürich, 1986
- Liliane Csuka – La chanson, Galerie Michèle Zeller, 1991
- Galerie Florence Arnaud, Paris, 1991
- Ateliergemeinschaft Spinnerei Wettingen, 1994
- Liliane Csuka, Philippe Godderidge, Kunstmuseum Thurgau und Ittinger Wald, Ittingen, 1995
- Liliane Csuka – Retrospektive, At Home Gallery, Synagóga, Samorin, Slowakei, 1998
- Liliane Csuka – Die Säulen, Synagogen in Győr, Szeged, Nagykanizsa (Ungarn); Subotica (Serbien); Cluj-Napoca (Rumänien), 1998
- Centre d’art Passerelle, Brest, Frankreich, 1999
- Liliane Csuka – Close up, Galerie elten & elten, Zürich, 2004
- Galerie Eulenspiegel, Basel, 2008
- Galerie im Artforum, Offenburg und Ehemalige Synagoge Kippenheim, Deutschland, 2010
- Gallery Sudoh, Odawara, Japan, 2011
- Galerie Eulenspiegel, Basel, 2012
- Liliane Csuka, Klaus Mettler, Galerie Eulenspiegel, Basel, 2016

### Gruppenausstellungen
- 2. internationales Plastik-Symposium Lindau, 1973 (mit F+F Schule), mit Katalog
- Kunstschule F+F, Biennale Venedig, 1976
- Kunstschule F+F, Kunsthaus Zürich, 1976
- Kunstszene Zürich, Kunstgewerbemuseum Zürich, 1978
- Spinnerei Wettingen, Kunsthaus Zürich, 1978
- Cité internationale des arts Paris, 1985
- Contemporary Art Fair London, 1986
- International Congress of Sexology, Heidelberg, 1987
- The Dancing Man Gallery, Santa Cruz, California, 1987
- F.I.A.C. Paris, 1987
- Art 17’88 Basel, 1988
- die gleichzeitigkeit des gleichen, im Rahmen von Hasena, Bayeux, 1989
- Prix Silvagni du Dessin S.P.A.S., Paris 1989
- Städtische Galerie Villa Zanders, Bergisch Gladbach (DE), 1992
- Martha Stevens Gallery, Fressingfield/Suffolk (GB), 1995
- Festival d’art de St. Gabriel Brécy (FR), Installation in Kapelle, 1996
- Galerie Otwarta Pracownia, Krakau, 2001
- A&D Gallery London, 2002
- Centre Artistic de Verderonne, Frankreich, 2002
- Omanut: some Jewish something Jewish, Jüdisches Museum Hohenems, Österreich, 2010
- serge stauffer – kunst als forschung, Helmhaus Zürich, 2013
- Frauenpower, Art Dock Zürich, 2016

## Öffentlicher Raum
- Fassaden I, Fassadenverkleidung Schuhhaus Csuka, Zürich, 1974
- Areal Portland Cement, Siggenthal, Schweiz, 1975
- Kunst auf dem Wasser, Skulpturen auf dem Zugersee, Zug, 1979
- Land Art, Château de Brantes, Sorgues, Frankreich, 1988
- Land Art, Salbris, Sologne, Frankreich, 1988
- Land Art, Association calv’ART, Château de Commes, Frankreich, 1992
- Land Art, Eurosculpture, Carhaix, Frankreich, 1993
- Brunneninstallation, Park von Évreux, Frankreich, 1998
- Land Art, Association L’être enchanté, Cambremer, Frankreich, 2000
- Land Art, Parc de l’Abbaye de Liessies, Frankreich, 2000

## Publikationen

### Monografien
- Liliane Levy: Fetzen. Brissenden House (Grossbritannien): [Selbstverlag], 1980.
- Liliane Levy: Weisst Du wie das ist? [Zürich]: [Selbstverlag], 1980.
- Liliane Csuka. Bilder. Drawings. [Zürich: Selbstverlag, 1985].
- Liliane Csuka: La chanson. (Ausstellungsedition). Sainte-Honorine-des-Pertes: L. Csuka, 1991.
- Galerie CnR 23 und Galerie Ursula Rövekamp (Hg.): Words von und über Liliane Csuka. Bayeux und Zürich: Galerie CnR 23 und Galerie Ursula Rövekamp, 1994.
- Liliane Csuka: Words – und jenseits von Worten. Bergisch Gladbach: Städtische Galerie Villa Zanders, 1998.
- Liliane Csuka: Words. Arbeiten 1998–2004. Zürich: [Selbstverlag], 2005.
- Liliane Csuka: Stories. Gschichtä. Történetek. Pribehy. (DVD). [Zürich]: Paolo Rossi, 2009.
- Liliane Csuka: Words. Zürich: [Selbstverlag], 2011.

### Beiträge
- Liliane Csuka, Beitrag, in: 10 Lieder, Kassettenedition, Dalvazza/Küblis: Hasena, 1989.
- Liliane Csuka: Beitrag, in Weg-Orientierung, Dalvazza/Küblis: Hasena, 1993/94
- Liliane Csuka: Mitarbeit bei EcHOLos von Birgit Kempker, Dalvazza/Küblis: Hasena, 1995
- Liliane Levi (sic!): Erotische Objekte 1974/75. In: Genie gibt’s. Die siebziger Jahre an der F&F Schule für experimentelle Gestaltung. Hg. von Gerhard Johann Lischka unter Mitarbeit von Hansjörg Mattmüller. Frankfurt am Main: Betzel Verlag, 1981, S. 124–126.

## Sammlungen
- Graphische Sammlung der Schweizerischen Nationalbibliothek, Bern (Archiv Serge Stauffer)
- Lubiam, Mantova, Italien
- Kunstmuseum Bern
- Staatsarchiv Graubünden, Chur (Künstlernachlass Peter Trachsel)
- Fotoarchiv Hanspeter Gaechter, Gaechter + Clahsen, Zürich (Dokumentation)

## Preise
- Plakatwettbewerb Biennale der Schweizer Künstler, 1. Preis, 1974
- Premium Liubam, Mantua, Italien, 1. Preis, 1975
- Stipendium der Stadt Zürich, Atelier Cité internationale des arts, Paris, 1985
- Prix Silvagni du dessin, S.P.S.A.S. Paris, Auswahl, 1989

## Lehraufträge
- F+F Schule Zürich, 1975–80
- St Catherine’s Catholic School for Girls, London, 1980–82
- Projekt mit Patienten und Personal, Centre Hospitalier Spécialisé, Caen, Frankreich, 1992

## Texte über die Künstlerin
- o. A.: Liliane Csukas plastische Phallokratie, in: Kontiki, Nr. 68, 1984.
- Michel Itty: L’art de Liliane Csuka, ou un compte à régler avec les mots. In: Sandrine Bihorel-Hauquiert u. a.: Sculptures, installations. Sandrine Bihorel-Hauquiert, Liliane Csuka, Werner Ewers, Loïc Hervé, J-G Gwezenneg, Keith Long. Brest: Centre d’Art Passerelle, 1999, o. S.
- Michel Itty: Die Pappschachtelnovelle. Dérobé à une Autobiographie de Liliane Csuka. Nantes: éditions joca seria, 1999, ISBN 978-2-908929-62-1
- Susanne Ramm-Weber: Liliane Csuka – fröhliche, präzise Kunst. Badische Zeitung, 11. Juni 2010, o. S.
- Doris Stauffer: 6 Kurzgeschichten zu Fotografien von Liliane Csuka, Zürich: Selbstverlag, 2003/04
- Serge Stauffer: liliane aufspüren. In: Liliane Csuka: Bilder. Drawings. [Zürich: Selbstverlag, 1985], o. S.
- Wolfgang Vomm: Liliane Csuka. Words – und jenseits von Worten. In: Liliane Csuka: Words – und jenseits von Worten. Bergisch Gladbach: Städtische Galerie Villa Zanders, 1998, S. 10–13.